# Ghiacciaio Bond
Il ghiacciaio Bond (in inglese Bond Glacier) è un ripido ghiacciaio ricco di crepacci situato sulla costa di Knox, nella parte occidentale della Terra di Wilkes, in Antartide. Il ghiacciaio, il cui punto più alto si trova a più di 650 m s.l.m., è ubicato in particolare sul fianco occidentale di capo Ivanoff e fluisce dalla calotta continentale fino ad entrare nella cala di Blant, sulla costa meridionale della baia Vincennes.

## Storia
Il ghiacciaio Bond è stato mappato per la prima volta grazie a fotografie aeree scattate durante l'operazione Highjump, 1946-1947, ed è stato in seguito così battezzato dal Comitato consultivo dei nomi antartici in onore del capitano Charles A. Bond, della marina militare statunitense, comandante del Gruppo Occidentale della sopraccitata operazione.